# Сава Аћин
Сава Аћин (Ритопек, 18. јун 1944 – Београд, 19. јун 2024) био је југословенски и српски филмски и ТВ сценограф.

## Сценографија
| Год.  | Назив                                   | Улога        |
| ----- | --------------------------------------- | ------------ |
|       |                                         |              |
| 1971. | Све ће то народ позлатити               |              |
| 1975. | Познајете ли Павла Плеша                |              |
| 1976. | Грлом у јагоде                          |              |
| 1977. | 67. састанак Скупштине Кнежевине Србије |              |
| 1977. | Љубавни живот Будимира Трајковића       |              |
| 1978. | Тренер (филм)                           |              |
| 1979. | Прва српска железница                   |              |
| 1980. | Позоришна веза                          |              |
| 1981. | Ерогена зона (филм)                     |              |
| 1984. | Ролингстонси - Звезде које не тамне     |              |
| 1985. | Бал на води                             |              |
| 1986. | Смешне и друге приче                    |              |
| 1987. | Како забављати господина Мартина        |              |
| 1989. | Beyond the Door III                     | арт директор |
| 1989. | Bunker Palace Hôtel                     | сценограф    |
| 1991. | Ноћ у кући моје мајке                   |              |
| 1993. | Осмех Маргарите Јурсенар                |              |
| 1996. | Двобој за троје                         |              |
| 1998. | Британски гамбит                        |              |
| 1999. | Пролеће у Лимасолу                      |              |
| 2007. | Увођење у посао                         |              |